# Pero jezik
Pero jezik (ISO 639-3: pip; filiya, pipero), afrazijski jezik podskupine tangale, šira zapadnočadska skupina, kojim govori oko 25 000 ljudi (1995 CAPRO) u nigerijskoj državi Gombe u LGA Kaltungo LGA, Gwandum, Gundalf, Kushi, Yapito i Burak.
Pripadnici etničke grupe Pero služe se i jezikom hausa [hau]; pismo: latinica.

## Vanjske poveznice
- Ethnologue (14th)
- Ethnologue (15th)